# Traité de Rio de Janeiro (1909)
Pour les articles homonymes, voir Traité de Rio de Janeiro.
Le traité de Rio de Janeiro fut signé entre le Brésil et le Pérou, le 8 septembre 1909, fixant le tracé de la frontière actuelle de l'État de l'Acre, séparant le Brésil et le Pérou. 
Ce traité réduisit de 40 000 km² le territoire de l'État de l'Acre, établi précédemment lors du traité de Petrópolis, en 1903.